# Morti nel 1243
| Questa pagina contiene informazioni ricavate automaticamente dalle voci biografiche con l'ausilio del template Bio e di un bot. L'aggiornamento è periodico e automatico e ricostruisce completamente la pagina. Se manca una persona in questa lista, sei pregato di non aggiungerla, ma accertati piuttosto che la sua voce biografica contenga il template Bio e che i dati anagrafici siano correttamente compilati. Se il template Bio manca, inseriscilo tu stesso o, in alternativa, metti l'avviso {{tmp\|Bio}} che ne segnala la mancanza. Se i dati riportati sono sbagliati, correggi direttamente la voce biografica; le modifiche saranno visibili in questa lista entro pochi giorni. Per chiarimenti vedi il progetto biografie. La lista contiene solo le 16 persone che sono citate nell'enciclopedia e per le quali è stato implementato correttamente il template Bio. Pagina aggiornata al 10 lug 2025. |

- 16 gennaio - Ermanno V di Baden, nobile tedesco
- 20 febbraio - Romano Bonaventura, cardinale, vescovo cattolico e diplomatico italiano
- 10 marzo - Cirillo III di Alessandria, vescovo cristiano orientale egiziano (n. 1175)
- 25 aprile - Bonifacio di Valperga, vescovo cattolico italiano
- 5 maggio - Hubert de Burgh, nobile inglese
- 7 maggio - Hugh d'Aubigny, V conte di Arundel, conte
- 5 giugno - Costanza d'Austria, nobildonna tedesca (n. 1212)
- 15 ottobre - Edvige di Andechs, santa polacca (n. 1174)
- Uguccione Caqualoro, vescovo cattolico italiano
- Mosca dei Lamberti, politico e condottiero italiano
- Niccolò Maltraversi, vescovo cattolico e diplomatico italiano
- Nicola I di Alessandria, arcivescovo ortodosso egiziano
- Ponzio I di Urgell, nobile (n. 1216)
- Riccardo di San Germano, storico italiano
- Sancha II di León, regina (n. 1191)
- Margherita di Borgogna, nobildonna francese (n. 1192)